# Douglas DC-7

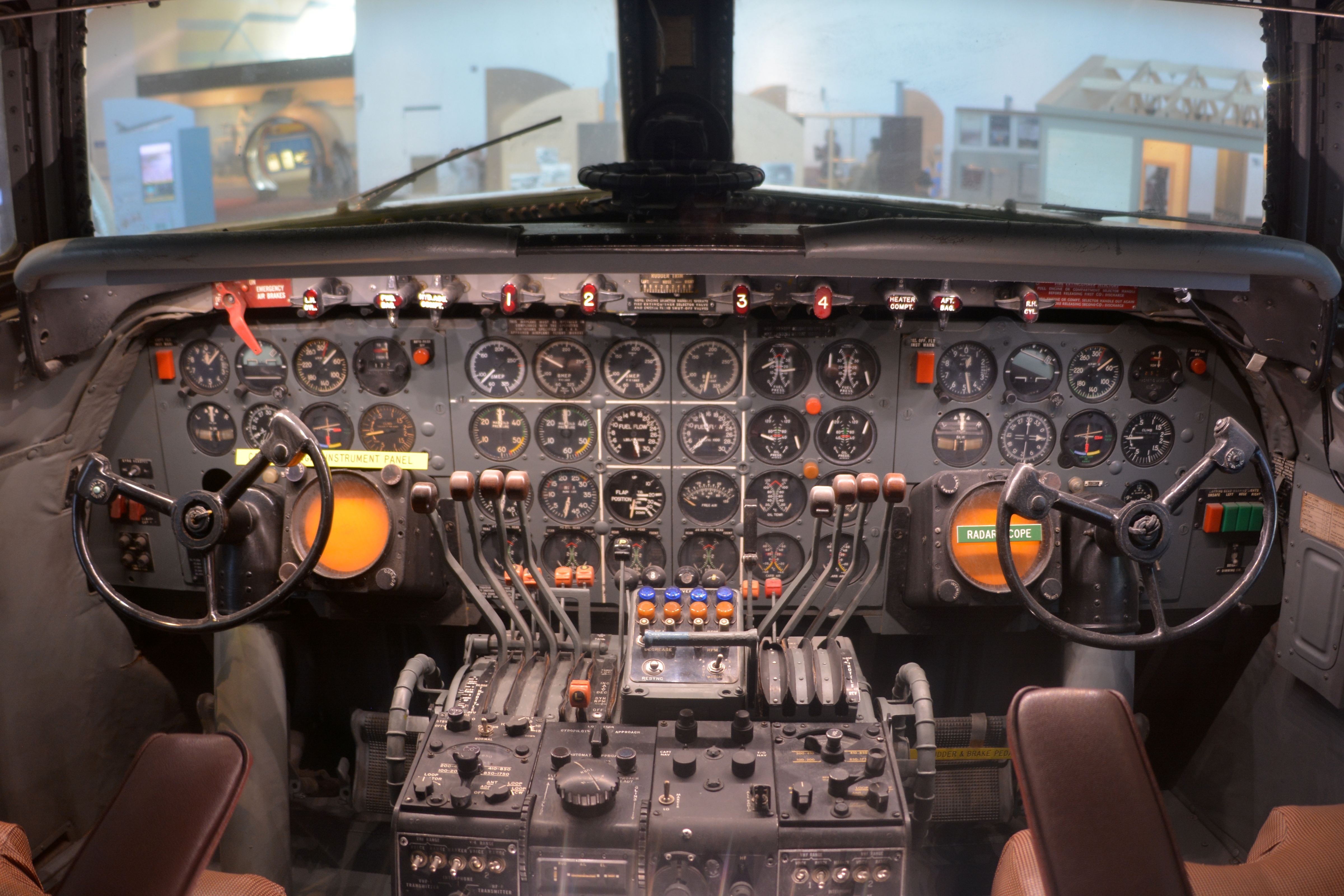
Cockpit

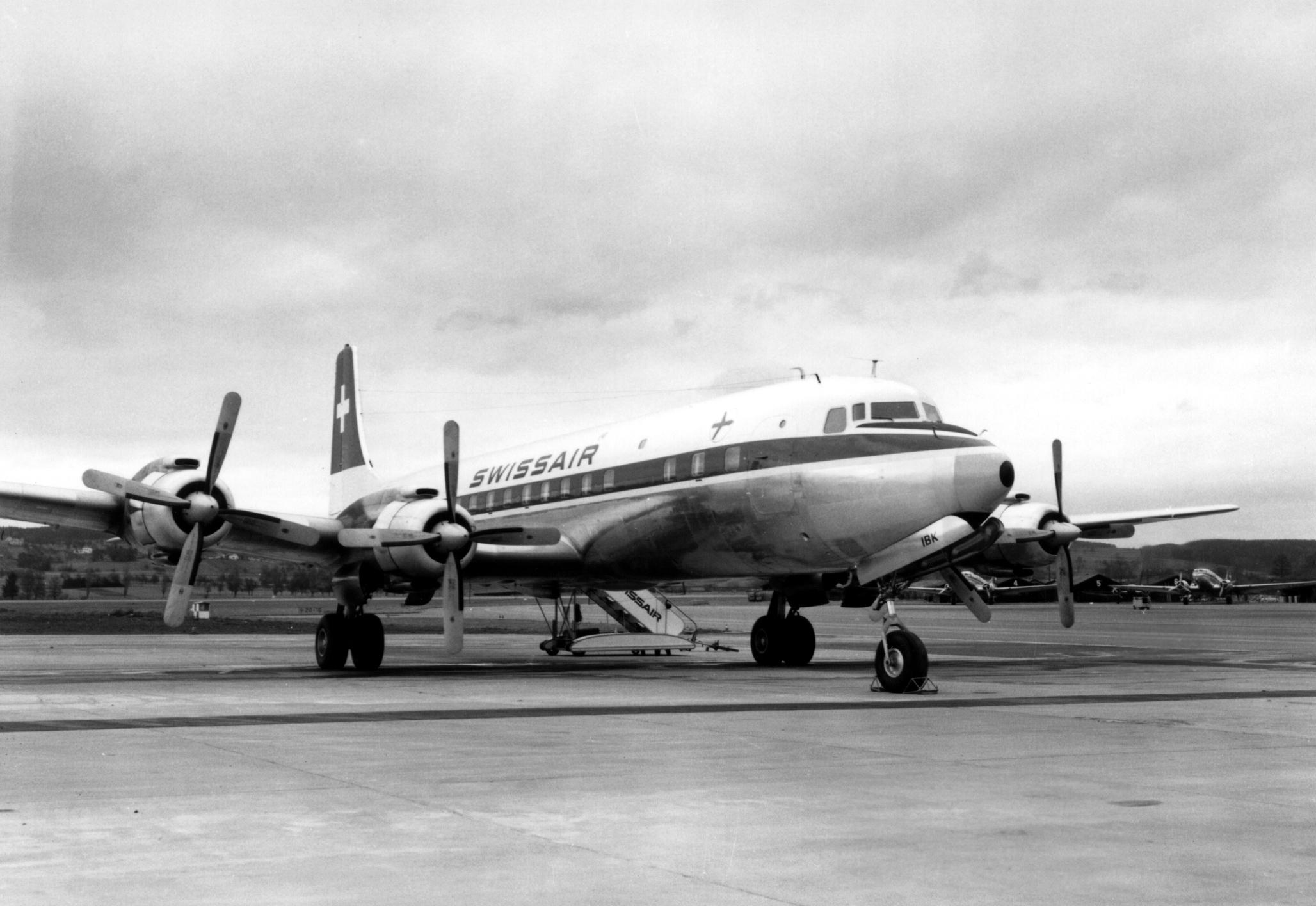
En Swissair DC-7

DC-7 är ett 4-motorigt propellerflygplan, tillverkat i 338 exemplar. Det flög för första gången 1953 och tillverkades till 1958; det var det sista propellerplanet som Douglas tillverkade.
United Airlines hade flest exemplar av planet. DC-7 är fortfarande i drift vissa länder. SAS och Swissair har också haft några exemplar av planet. Planet användes till atlantflygningar och flygningar över nordpolen. DC-7 var aldrig särskilt populär, vilket är anledningen att den tillverkades en så kort period.